# Associação de Escritoras e Escritores em Língua Galega
A Asociación de Escritores en Lingua Galega (AELG) constituiu-se a partir de uma reunião celebrada a 3 de Maio de 1980 em Santiago de Compostela por um grupo de escritores, entre os que estavam Alfredo Conde, Paco Martín, Xosé Manuel Martínez Oca, Xosé Luís Méndez Ferrín, Alfonso Pexegueiro, Manuel Rivas e Xoán Ignacio Taibo que estão de acordo em formar uma associação que defenda os interesses da prática escrita em galego seguindo a trajetória da Asociación de Escritores de Galiza que não desenvolveu o seu trabalho por causa do início da Guerra Civil espanhola logo da sua constituição.
A AELG celebrou o I Congresso de Escritores Galegos em 1981 e participa na organização dos encontros Galeusca com escritores e escritoras da Catalunha e do País Basco. Durante anos esteve enfrontada à Real Academia Galega por considera-la uma instituição imobilista que não trabalhava pela cultura galega. A revista Escrita Contemporánea é o seu principal órgao de difusão literária oficial. Na atualidade, mais de 360 escritores e escritoras estão associaciadas. Está reconhecida pela Academia Sueca para apresentar candidatas e candidatos oficiais ao Premio Nobel de Literatura e faz parte do Congresso de Escritores Europeus.

## Presidentes
- Carlos Mella
- Xosé María Álvarez Cáccamo (presidente interino)
- Bernardino Graña
- Antón Avilés de Taramancos
- Uxío Novoneyra
- Euloxio Ruibal
- Cesáreo Sánchez Iglesias

## Lixações externas
- «Sítio oficial» (em galego)
- «Agenda Cultural da AELG» (em galego)